# A képzelet mesterei
A képzelet mesterei a Delta Vision kiadó egyik saját, tematikus könyvsorozata, amely neves külföldi sci-fi- és fantasy-szerzők jelentős műveiből nyújt válogatást. A sorozat szerkesztője Kleinheincz Csilla.

## A sorozat kötetei
| Gene Wolfe         | Az Új Nap könyve I. – A kínvallató árnya      |
| Gene Wolfe         | Az Új Nap könyve II. – A Békéltető ereklyéje  |
| Gene Wolfe         | Az Új Nap könyve III. – A lictor kardja       |
| Gene Wolfe         | Az Új Nap könyve IV. – Az Autarkha fellegvára |
| Christopher Priest | A tökéletes trükk                             |
| Patricia McKillip  | Boszorkányerdő                                |
| Fritz Leiber       | Éjasszonyok                                   |
| Jo Walton          | Farthing                                      |
| Dan Simmons        | Káli dala                                     |
| Kelly Link         | Különb dolgok is                              |
| Geoff Ryman        | Levegő                                        |

## Külső hivatkozások
- A Delta Vision kiadó hivatalos oldala
- A képzelet mesterei
- Ajánlók, ismertetők